# Friedenskirche (Ansbach)
Die Friedenskirche ist eine evangelisch-lutherische Kirche in Ansbach (Dekanat Ansbach).

## Kirchengemeinde
Die Kirchengemeinde entwickelte sich aus dem 3. Sprengel von St. Johannis (Ansbach), der die sogenannte Gartenstadt und das Dombachtal mit Dombach im Loch umfasste. Ende der 1950er Jahre gab es dort ca. 3700 Gemeindeglieder. Im Sprengel befand sich die Simultankirche des Bezirksklinikums Ansbach, die aber von den Einwohnern kaum genutzt wurde. 1959 wurde der Bau einer Kirche im Sprengel geplant. 1963 wurde hierfür ein Baugrundstück an der Crailsheimstraße erworben, das dem Bezirk Mittelfranken gehörte. Am 30. Mai 1964 wurde der Grundstein gelegt, am 10. Juli 1966 konnte die Kirche eingeweiht werden. Neben der Kirche wurde auch ein Gemeindezentrum, Pfarr- und Mesnerhaus gleicher Bauart errichtet. Am 9. August 1967 wurde die Friedenskirche zur selbständigen Pfarrei erhoben.

## Kirchengebäude
Alle Bauten (Saalbau, Kirchturm, Kirchhofmauer, Gemeinde- und Pfarrhaus) sind mit Waldsassenern Hartbrandsteinen verblendet und verschaffen so einen einheitlichen Gesamteindruck. Der Saalbau hat einen quadratischen Grundriss und hat oben an allen Seiten ein durchgängiges Fensterband, das vom Pariser Glasmaler Max Ingrand gestaltet wurde. Er schließt mit einem Faltdach ab, das mit Kupferplatten abgedeckt ist. Ein Rechteckportal befindet sich an der Südseite. Der Kirchturm steht etwas abseits nordöstlich des Saales und ist mit diesem durch einen Zwischenbau verbunden. Er ist 36 Meter hoch, hat einen quadratischen Grundriss, ist eingeschossig und hat ein steiles Pyramidendach, das ebenfalls mit Kupferplatten abgedeckt ist. In diesem hängen fünf Glocken, die von der Glockengießerei Bachert gegossen wurden: „Friede“ (440 kg, a1), „Glaube“ (320 kg, h1), „Liebe“ (225 kg, cis2), „Hoffnung“ (130 kg, e2) und „Freude“ (90 kg, fis2) nach dem Motiv des Liedes „Komm, Heiliger Geist“.
Innen haben die Wände des Saales ein aus rotbraunen Backsteinen bestehendes Sichtmauerwerk. Die mit Holz verkleidete Fächerdecke entspricht der Faltdachstruktur. In der Mitte des Saales hängen von der Decke 96 Kristall-Kugelklampfen herab, die in doppelreihiger Kreisform angeordnet sind. Der gesamte Fußboden ist mit roten Klinkersteinen für die Gehflächen ausgelegt. Das Kirchengestühl besteht aus hellem Limbaholz und ist in drei Gruppen angeordnet (Mitte, West- und Südseite). Es gibt Sitzmöglichkeiten für ca. 350 Personen.
Altar, Kanzel und Taufstein sind vom Ansbacher Steinmetz Roland Vogel geschaffen und befinden sich an der Ostseite. Sie bestehen aus hellem Jurakalkstein. Hinter dem Altar steht mittig ein Kreuz, das zur linken und rechten Seite von je drei Leuchtern flankiert ist. Sie wurden vom damaligen Neunkirchener Pfarrer Martin Zorn geschaffen. An den Wänden hängen zwölf farbige Stoffbilder zum Thema Frieden, die von der Ansbacher Grafikerin Gisela Harupa geschaffen wurden. An der Nordseite befindet sich die Kirchenorgel.